# مقاطعة مورغان (فرجينيا الغربية)
مقاطعة مورغان هي مقاطعة في فيرجينيا الغربية، بلغ عدد سكانها 17٬541  نسمة، في 2010، عاصمتها بيركلي سبرينغز، تبلغ مساحتها 593 كيلومتر مربع.

## الموقع
تشترك في الحدود مع:
- مقاطعة ألغني، ميريلاند
- مقاطعة واشنطن.